# Bill Maher
William „Bill” Maher Jr. (ur. 20 stycznia 1956 w Nowym Jorku) – amerykański komik żydowskiego pochodzenia, komentator polityczny, aktor i autor. Od 2003 w telewizji HBO prowadzi program Real Time with Bill Maher. Wcześniej, w latach 1993–2002 na kanale Comedy Central był gospodarzem talk-show Politically Incorrect.
Urodził się w Nowym Jorku i dorastał w River Vale w New Jersey w rodzinie rzymskokatolickiej redaktora wiadomości i prezentera radiowego Williama Aloysiusa Mahera Jr. i pielęgniarki Julie (z domu Berman).
W 2005 Maher znalazł się na pozycji 38 w rankingu stacji Comedy Central „100 najlepszych komików „na stojaka” wszech czasów”. Został laureatem Nagrody Richarda Dawkinsa z 2009. W 2010 uhonorowano go własną gwiazdą na Hollywood Walk of Fame.
Jest krytykiem religii, należy do The Reason Project, popiera legalizację marihuany i małżeństwo osób tej samej płci. Jest członkiem zarządu PETA. 
Określa siebie jako libertarianina. W 2008 wyprodukował i wystąpił w komedii dokumentalnej Wiara czyni czuba (ang. Religulous).

## Filmografia

### Filmy fabularne
- 1983: Taksiarze z Waszyngtonu jako Baba
- 1988: Poza czasem (Out of Time) jako Maxwell Taylor
- 1989: Kobiety – Piranie jako Jim
- 1991: Pizza Man jako Elmo Bunn
- 1998: Barwy kampanii w roli samego siebie
- 1999: Ed TV w roli samego siebie
- 2001: Kocurek jako Carlos
- 2002: John Q w roli samego siebie
- 2008: Najważniejszy głos (Swing Vote) w roli samego siebie
- 2008: Wiara czyni czuba w roli samego siebie
- 2012: Wyborcze jaja w roli samego siebie
- 2013: Iron Man 3 w roli samego siebie
- 2014: Milion sposobów, jak zginąć na Zachodzie jako komik
- 2014: Wywiad ze Słońcem Narodu w roli samego siebie
- 2015: Ted 2 w roli samego siebie

### Seriale TV
- 1987: Córeczki milionera jako Freddie
- 1987: Max Headroom jako Haskel
- 1989: Napisała: Morderstwo - odc. Fire Burn, Cauldron Bubble jako Rick Rivers
- 1990: Napisała: Morderstwo - odc. Do widzenia, Charlie (Good-Bye Charlie) jako Frank Albertson
- 1993: Świat według Bundych jako Adam Gold
- 1993: Roseanne jako fotograf
- 1997: Dharma i Greg w roli samego siebie
- 1998: V.I.P. w roli samego siebie
- 1999: Spin City w roli samego siebie
- 1999: Gang panny Glenn w roli samego siebie
- 2002: Nagi patrol w roli samego siebie
- 2004: MADtv w roli samego siebie
- 2010, 2013 i 2017: Family Guy w roli samego siebie (głos)
- 2010: Sarah Silverman w roli samego siebie
- 2012: Żona idealna w roli samego siebie
- 2013: House of Cards w roli samego siebie
- 2015: Czarno to widzę w roli samego siebie